# Karnivool
Karnivool er et progressiv rock band, dannet i Perth, Australien i 1997. Bandet debuterede i 2005 med albummet Themata, som blev fulgt op af Sound Awake i 2009. Den 19. juli 2013 udgav bandet deres tredje studiealbum, Asymmetry.

## Historie

### Tidlige år
Karnivool startede som et coverband i 1997 i Perth, Australien, og spillede coverversioner af Nirvana og Carcass numre. I 1998 begyndte forsanger Ian Kenny at udvikle bandets egne numre. Samtidig udskiftede han alle daværende medlemmer af bandet. Navnet Karnivool stammer fra en lokal anekdotiske beskrivelse af, at de oprindelige medlemmer var "en flok klovne".
Mellem 1998 og 2004 undergik bandet en række line-up ændringer. Fra 1998 inkarnation af Karnivool, bestod bandet af Ian Kenny på vokal, Andrew 'Drew' Goddard på guitar, Andrew Brown på basguitar og Brett McKenzie på trommer. I 2000 blev Brown erstattet af Jon Stockman og kort efter, forlod McKenzie bandet. Ray Hawking sluttede sig herefter til bandet på trommer. Mark Hosking kom til som andenguitarist i 2003, og i slutningen af 2004 erstattede Steve Judd Ray Hawking på trommerne. Siden 2004 har bandets line-up bestået af Kenny, Goddard, Hosking, Stockman og Judd.
I 1999 udgav bandet sin debut EP med titlen Karnivool. Det bestod af fire numre: "Fool Me", "Konkrete Seed", "Box" og "Some More of the Same". Udgivelsen fik ikke en betydelig mængde anerkendelse. Bandets anden EP Persona, udgivet i marts 2001, betragtes derfor af mange som deres første plade, da den høstede større anerkendelse og blev solgt i butikker. Persona består af fire nye numre og en genudgivelse af sangen "Some More of the Same" fra den første EP.
Efter at have udgivet Persona, vandt bandet den vestlige australske statsfinale i National Campus Band Konkurrencen, og konkurrerede i de nationale finaler afholdt i Hobart, Tasmanien. I oktober 2001 blev Karnivool valgt som opvarmningsband til Rollins Band, men på grund af luftfartsselskabet Ansett's konkurs, blev Henry Rollins og hans band tvunget til at aflyse deres Perth show. Ved udgangen af 2001, spillede bandet som opvarmning for metalbandet Fear Factory.

### "Themata" (2004-2007)
Goddard skrev sangene til Karnivools første album Themata, som er produceret af Forrester Savel. Goddard skrev ikke blot alle numre til albummet, men indspillede også guitar og trommer på alle numre, undtaget "Lifelike", eftersom Steve Judd endnu ikke havde sluttet sig til bandet. Themata blev udgivet selvstændigt den 7. februar 2005, og blev distribueret via MGM Distribution. Den 23. august 2006 underskrev Karnivool en licensaftale med Bieler Bros. Records, et amerikansk indie pladeselskab, hvilket betød at albummet blev udsendt i USA den 10. april 2007, og den 7. maj 2008 i Storbritannien. Bandet genudgav EP'en Persona den 12. december 2007, efter succesen med Themata. Kort efter udgivelsen af Themata, afsluttede Karnivool deres "Homeland Security Tour", og i slutningen af 2007 spillede bandet i Nordamerika på "the Great American Rampage Tour". I denne periode bidrog bandet ligeledes med et covernummer af "The Only Way" til Gotye's album Mixed Blood.

### "Sound Awake" (2008-2010)
Efter at have turneret i USA, vendte Karnivool tilbage til Australien i 2008 og var efterfølgende i studiet for at skrive deres opfølger til Themata. Goddard erklærede, at det nye album Sound Awake ville være en enorm udvikling fra Themata, mens Stockman erklærede, at skriveprocessen for det nye album var et samarbejde med bandet, i modsætning til deres tidligere arbejde. Karnivool afsløres deres nye indspilningsstrategi for det andet album: prøv at fokusere mindre på minut-detaljer og optag et mere naturligt lydende album. Albummet blev igen produceret og mixet af Savell.
Bandet fortsatte med at turnere Australien, herunder Big Day Out tour, Pyramid Rock Festival, Southbound og Homebake. I løbet af deres live-optrædener til Aeons Tour, spillede de nogle af de nye sange fra albummet, såsom "Goliath", "Deadman", "Pearogram" (All I Know) og "New Day". Ved Homebake i 2008 debuterede de med en femte ny sang med titlen "Set Fire to the Hive", som blev bekræftet som den første single fra albummet. De nye sange blev betragtet som mere modne, men stadig i stil med bandets tidligere arbejde.
Den 26. april 2009 blev videoen til "Set Fire to the Hive" frigivet og den 9. maj toppede sangen, som nummer 11 på Air Top 20 single chart. Albummet blev udgivet den 5. juni 2009 og debuterede som nr. 2 på ARIA Album Chart og nr. 1 på AIR Charts. I oktober 2009 modtog albummet Gold-certificering/Guldplade for salget i Australien.
Bandet turnerede Australien med Sound Awake, fulgt op af koncerter i New Zealand og derefter USA, bl.a. som hovednavn til "Third Eye Gathering" i Los Angeles. Bandet turnerede derefter England i september og oktober 2009. Den 9. november 2009 offentliggjorde Karnivool en musikvideo på YouTube med deres anden single fra albummet "All I Know".
Sound Awake blev udgivet af Sony Music Independent Network / RED i USA og Canada den 16. februar 2010. Karnivool fulgte op på udgivelsen med en amerikanske turné som hovednavn, sammen med bandet Fair to Midland.
Efter en vellykket turné i Europa og USA, vendte Karnivool igen tilbage til Australien og annoncerede den nationale "New Day Tour". To Melbourne koncerter og en Sydney koncert blev hurtigt udsolgt, uden fortilfælde i Karnivool's historie, og yderligere shows i Sydney, Melbourne, Brisbane og Perth blev derfor annonceret. Bandet valgte derefter et midlertidigt ophold i touren, så Kenny kunne turnere med sit andet band Birds of Tokyo. Touren blev dog genoptaget i december 2010.
På baggrund af bandets Internet-baserede popularitet, spillede Karnivool sin første koncert i Indien i 2010. Showet i Mumbai tiltrak 10.000 mennesker, og er pr. juli 2013 bandets største koncert. I et interview i juli 2013 forklarede Goddard den indiske oplevelse, som et resultat af fildeling og mund-til-mund:
"That was incredible. We've played a lot of Western countries but to go to a place like India, you know, all we thought we had in common was cricket but I was very wrong. That was our first show there. We didn't even have a release or anything. We didn't even realise we had a following there, then we announced the show and all these messages started coming back through social media ... Having a beer in the hotel room afterwards, we were like "What the hell? Did that actually happen?"

### "Asymmetry" (2011-2019)
I marts 2011 meddelte Karnivool tre koncerter i Australien, og kommenterede at: "Disse koncerter vil være de sidste i Sound Awake æraen, samt et muligt hint om hvad der vil komme". Til koncerterne afprøvede de en ny sang "The Refusal", og Goddard udtalte, at bandet arbejdede i studiet på deres tredje album. Touren fortsatte i resten af Australien, og senere på året turnerede bandet i Indien ved IIT Bombay kulturfestival Mood indigo i december 2011. 
Den 21. marts 2012 blev "Melodias frescas Australian tour" annonceret og bandet bekræftede, at nyt materiale ville blive spillet i løbet af turen. Bandet spillede 16 udsolgte koncerter omkring i Australien, med støtte fra Melbournes Redcoats og den Sydneybaserede rockgruppe sleepmakeswaves.
Bandet vendte tilbage til Indien i november 2012 for at spille nogle ekstra koncerter, og i samme periode, blev indspilningen af deres tredje album på 301 studios i Byron Bay, Australien annonceret. Bandet turnerede Australien igen i december 2012, med koncerter i Wollongong og Sydney inden Pyramid Festival ifbm. nytårsaften.
I april 2013 annoncerede bandet at de havde var gået ind i mixing-fasen af det tredje album med produceren Nick Didia.
Den 19. maj 2013 fik studieversion af "The Refusal" premiere på den australske radiostation Triple J. Sangen blev tilgængelig som en gratis download på radiostationens hjemmeside den følgende dag, og medlemmer af bandets mailingliste modtog sangen som download senere på ugen. Bandets første australske koncert dette år var på "State of the Art" festival den 2. juni 2013 i Perth Concert Hall og festivalens reklamemateriale erklærede, at en "global premiere" af bandets nye single ville ske ved arrangementet.
En musikvideo instrueret af Chris Frey blev filmet i april 2013, men navnet på sangen blev ikke offentliggjort på det tidspunkt, hvor produktionsoplysningerne blev offentliggjort. Den 14. juni 2013 blev den Frey-instruerede musikvideo frigivet og sangen hed "We Are". Bandet afslørede også titlen, trackliste og omslag til deres tredje album, med titlen Asymmetry. Triple J havde radiodebut på den seks minutter lange "We Are" i programmet "Doctor", og Kenny forklarede en af stationens værter at: "Asymmetry er virkelig et udtryk for, hvad vi forsøger at gøre musikalsk som band. Lys og mørke. Udforskelse. Nogle gange går vi for vidt, og vi farer vild, så bakker vi lidt tilbage og finder præcis, hvad vi leder efter".
Ved en samtale med Simon Collins fra The West Australian Newspaper, forklarede Goddard, at indspilningsprocessen er svær for bandet, og trods bestræbelser på at forkorte varigheden mellem albums, har bandet alligevel formået at udgive tre albums på femten år:
"It's something we grapple with all the time. We try to speed it up and make the frequency of album releases a lot faster. We're completely mystified by the songwriting process, and that's the bottom line for us - we don't know what we're doing. We don't. It feels like it's out of our control a lot of the time."
Asymmetry blev udgivet den 19. juli 2013, og en distributionsaftale blev sikret med Density Records for den amerikanske region.

### Fjerde studiealbum (2019 – nu)
I maj 2019 afslørede Karnivool, at de havde været i gang med at indspille deres fjerde album. I februar 2020 annoncerede de en april-turné til 10-års jubilæet for Sound Awake, som senere blev udskudt til marts 2021 på grund af COVID-19-pandemien. Alle turnédatoer uden for Western Australia blev dog aflyst i februar 2021, og man valgte i stedet at livestreame de resterende koncerter. Den 10. december 2021 udgav Karnivool singlen 'All It Takes', produceret af Forrester Savell. Det er bandets første studieudgivelse siden Asymmetry i 2013.

## Medlemmer
- Ian Kenny – Vokal (1997–nu)
- Andrew 'Drew' Goddard – Guitar, Backing vokal (1997–nu)
- Jon Stockman – Basguitar (2000–nu)
- Mark Hosking – Guitar, Backing vokal (2003–nu)
- Steve Judd – Trommer (2004–nu)

### Tidligere medlemmer
- Brett McKenzie – trommer (1998–2000)
- Andrew Brown – bass guitar (1998–2000)
- Ray Hawking – trommer (2000–2004)

## Diskografi

### EP'er
- Karnivool (1999)
- Persona - Sic Squared/MGM (SIC003) (1. marts 2001)
- Themata - MGM (2005)

### Albums
- Themata - MGM Distribution, Bieler Bros. Records (7. februar 2005)
- Sound Awake - Cymatic Recors, Sony Music (5. juni 2009)
- Asymmetry - Density Records, Cymatic Records, Sony Music (19. juli 2013)

### Singler
- "L1FEL1KE" - Faultline/Shock (FAULTCD005) (2003)
- "Shutterspeed" (2005)
- "Themata" (11. juli 2005)
- "Roquefort" (radio single) (2005)
- "Set Fire to the Hive" - Cymatic (28. april 2009)
- "Goliath" (radio single)
- "All I Know" - Cymatic (9. november 2009)
- "We Are" (13. juni 2013)
- "Eidolon" (1. november 2013)
- "All It Takes" (10. december 2021)

## Fodnoter
1. ↑  Artist Biography ALLMUSIC

## Eksterne kilder og henvisninger
- Wikimedia Commons har flere filer relateret til Karnivool
- Officiel hjemmeside